# 이은지 (치어리더)
이은지(1996년 1월 17일~)는 대한민국의 여자 치어리더이다.

## 경력
- 롯데 자이언츠 치어리더
- 부산 KCC 이지스 치어리더
- OK금융그룹 읏맨 응원단 치어리더
- 흥국생명 핑크스파이더스 응원단 치어리더
- 대구 FC 응원단 치어리더
- 부산 BNK 썸 응원단 치어리더
- 부산 KT 소닉붐 응원단 치어리더
- 울산 현대 축구단 치어리더
- 한화 이글스 응원단 치어리더
- 현대캐피탈 스카이워커스 응원단 치어리더
- 창원 LG 세이커스 응원단 치어리더